# Cyanotypie

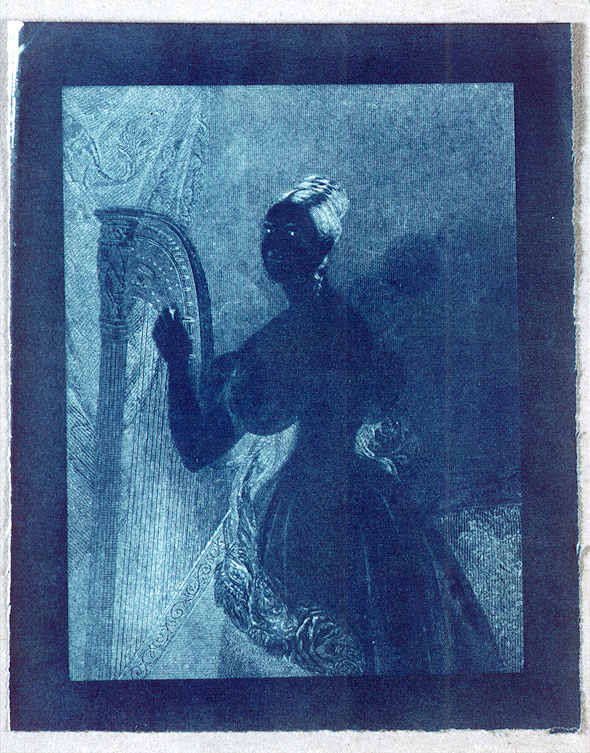
John F. W. Herschel: Lady with a harp, 1842

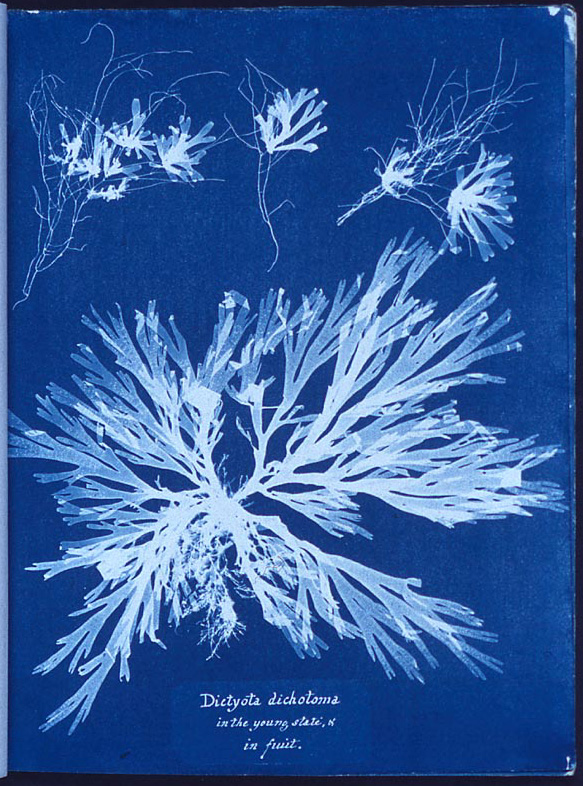
Dictyota dichotoma von Anna Atkins

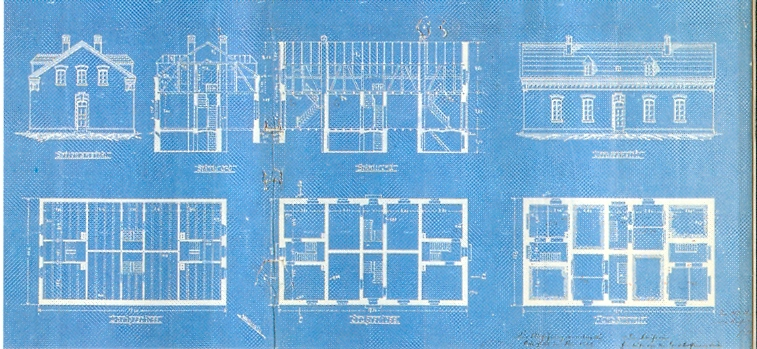
Architekturzeichnung

Die Cyanotypie (Griechisch wörtlich „Blaudruck“), auch als Eisenblaudruck bekannt, ist ein altes fotografisches Edeldruckverfahren mit blauen Farbtönen.

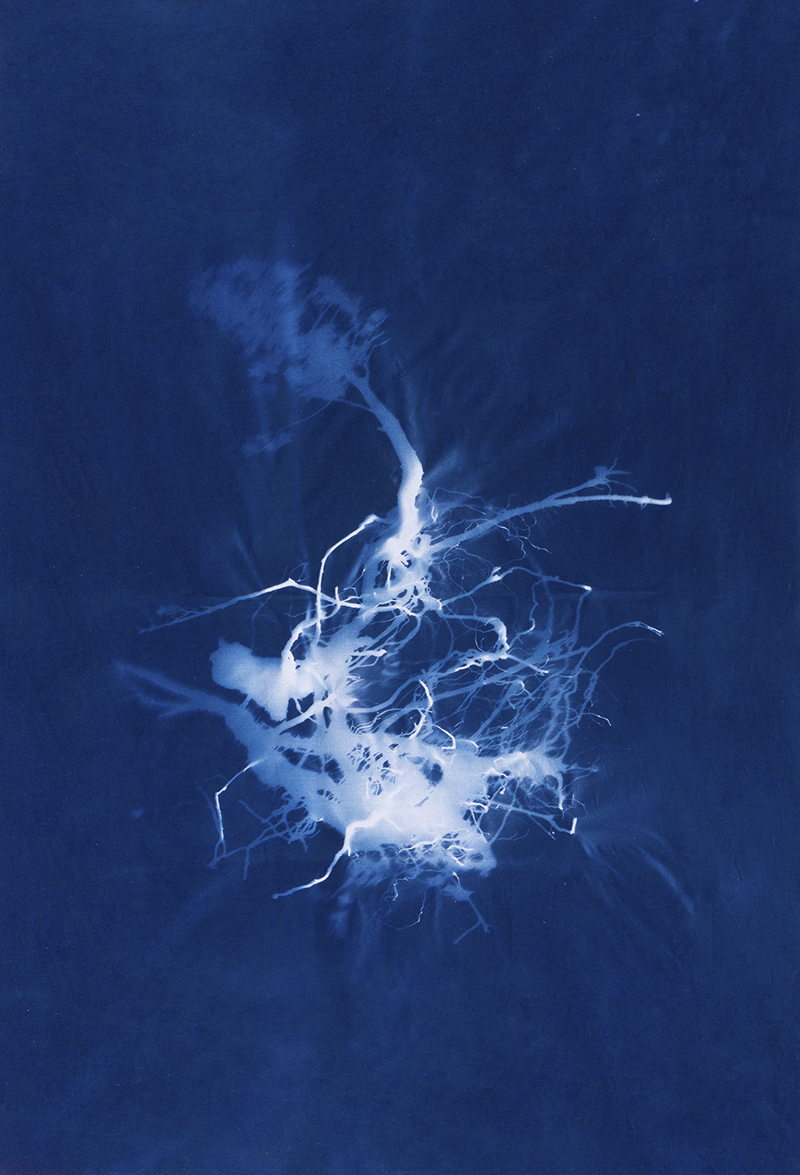
Quercus ilex, 2021

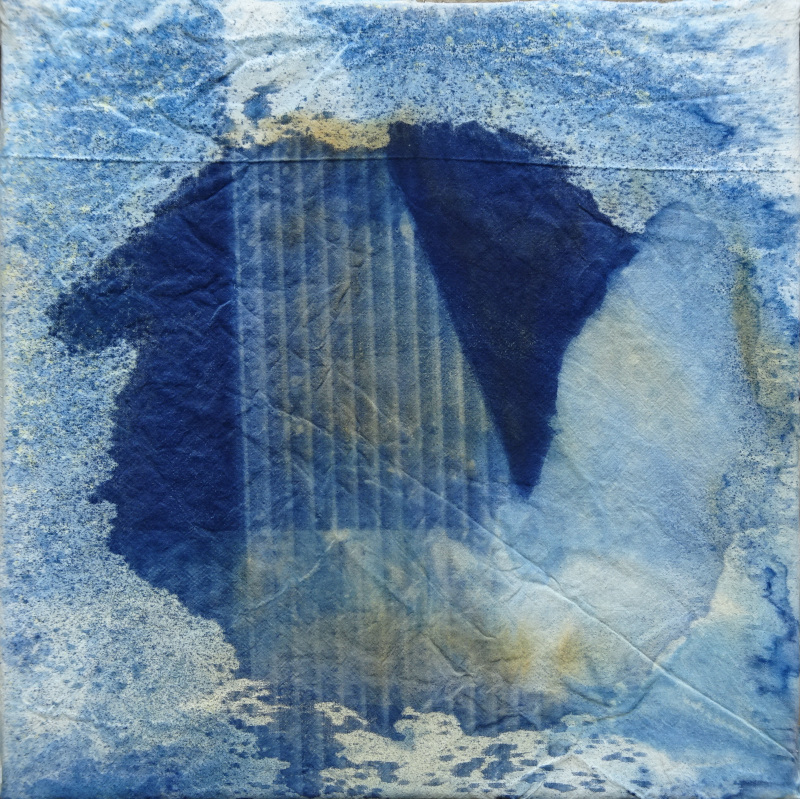
Cyanotypie, (Chemigramm / Fotogramm) auf Nessel 40×40 cm, Wolfgang Autenrieth, 2021

## Geschichte
Im Jahr 1842 entwickelte der englische Naturwissenschaftler und Astronom John Herschel dieses Verfahren. Die Cyanotypie war das dritte Verfahren nach der Daguerreotypie und Kalotypie zur Herstellung von stabilen fotografischen Bildern. Es ist ein Verfahren, das auf Eisen und nicht auf Silber beruht, welches sonst bei der herkömmlichen Herstellung von Fotoabzügen (und den beiden erwähnten Verfahren) verwendet wird.
Anna Atkins, eine britische Naturwissenschaftlerin, machte diese fotografische Technik durch ihre Bücher bekannt, in denen sie Algen, Farne und andere Pflanzen mit Cyanotypien dokumentierte. Sie gilt durch diese frühe Anwendung als erste Fotografin.
Zur Vervielfältigung von Plänen, also das Anfertigen von Blaupausen, war die Cyanotypie seit 1870 weit verbreitet. Die Vervielfältigung wurde selbst durchgeführt, auch die Sensibilisierung des Papiers, bevor 1876 in Paris lichtempfindliche Papiere in den Handel kamen (Marion Cie.). Die Belichtung erfolgt mit UV- bzw. Sonnenlicht. Um 1895 wurden elektrische Belichtungsapparate eingeführt. Erst in den 1920er-Jahren standen Vollautomaten zur Verfügung, die einen kompletten Arbeitsgang (Belichten, Fixieren, Trocknen) ausführten. Die Cyanotypie als Methode der Zeichnungskopie wurde dann vor dem Zweiten Weltkrieg von der trocken arbeitenden Diazotypie (Ozalid®-Kopie) abgelöst.

## Verfahren
Der flächenhafte Träger soll eine wässrige Lösung gut aufsaugen können sowie meist hell und durchscheinend sein. Verwendet werden saugfähiges Papier, Leinwand, Nessel- oder Baumwollstoff. Aber auch Steine und Holz sind möglich.
Der Träger wird im Dunkeln durch Tränken mit einer lichtempfindlichen Lösung fotosensibilisiert und getrocknet.
Eine relativ unbeständige, aber sehr einfache Lösung wird frisch als 1:1-Mischung aus zwei getrennten Lösungen hergestellt.
Beispiel:
- Komponente 1 enthält 20 Gramm (hellgrünes) Ammoniumeisen(III)-Citrat auf 100 ml destilliertes Wasser.
- Komponente 2 enthält 8 Gramm (rotes) Kaliumhexacyanidoferrat(III) (rotes Blutlaugensalz bzw. Kaliumferricyanid) auf 100 ml destilliertes Wasser. Die wässrige Lösung ist gelblich.

Es gibt verschiedene Rezepte mit leicht unterschiedlichen Eigenschaften, wie chemische Zusammensetzung, Empfindlichkeit und Beständigkeit. Nach dem neuen Rezept von Mike Ware kann zum Beispiel auch mit Ammoniumeisen(III)-oxalat Trihydrat statt mit Ammoniumferrizitrat gearbeitet werden. – siehe Abschnitt „Varianten“.

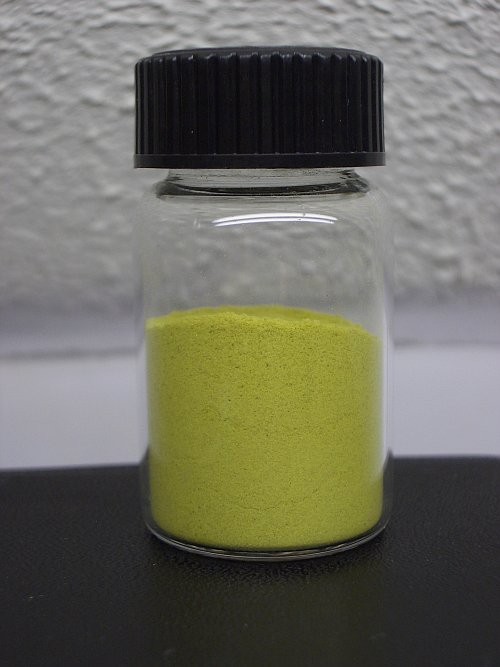
Ammoniumeisen(III)-Citrat (kristallin)
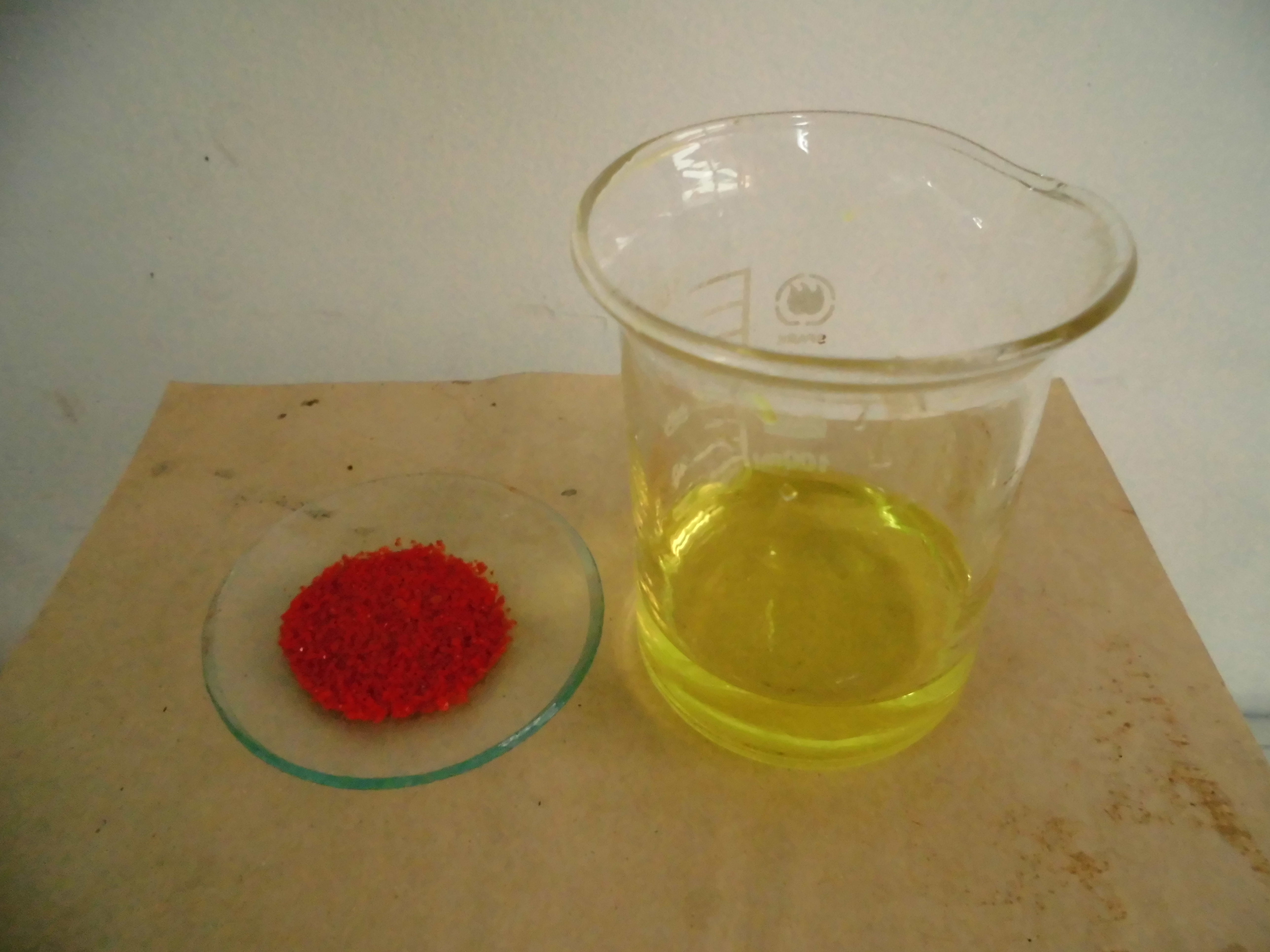
Kaliumhexacyanidoferrat(III) (Rotes Blutlaugensalz), kristallin und in Lösung
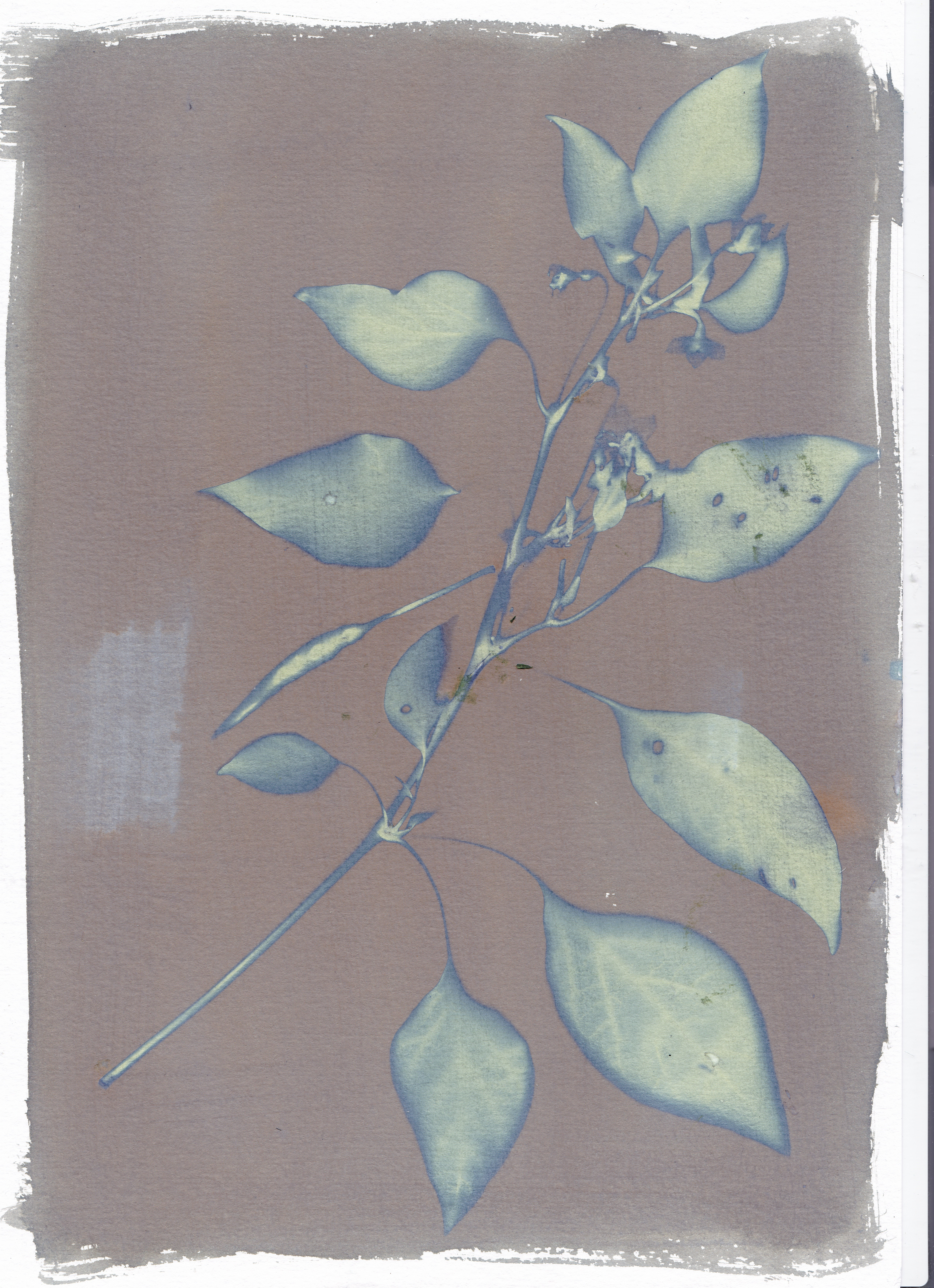
Fotogramm, belichtet.
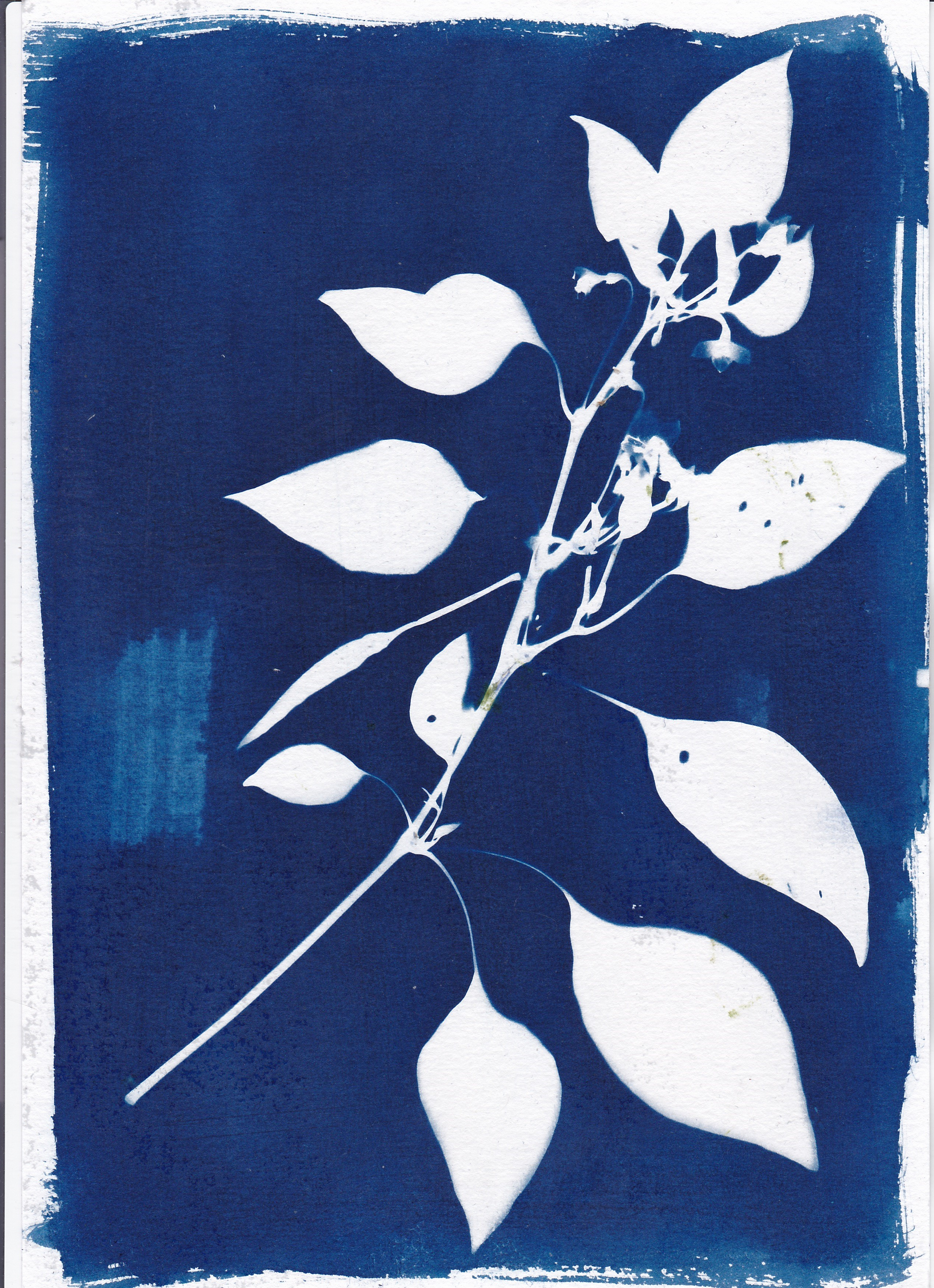
Fotogramm, belichtet und entwickelt

Die Belichtung (des lichtempfindlich gemachten Trägers) erfolgt unter einem Schatten werfenden Gegenstand als Fotogramm (Gegenstand, Pflanze etc.) oder mit einem Kontakt-Negativ mit UV-Licht durch die Sonne oder von UV-Leuchten. Zur Belichtung geeignet sind auch Gesichtsbräuner, Solarien oder Tageslichtprojektoren. Essenziell ist ein hoher UV-Anteil der Lichtquelle. An einem sonnigen Tag beträgt die Belichtungszeit mit Tageslicht etwa fünf bis 30 Minuten – je nach Tages- und Jahreszeit. Bei einer Projektion per Tageslichtprojektor sind Belichtungszeiten von 10–15 Stunden nötig.
In den belichteten Partien wird dabei die Eisenverbindung zweiwertig und wasserunlöslich – es bildet sich der wasserunlösliche Farbstoff Berliner Blau, Fe4[Fe(CN)6]3:
{\displaystyle {\ce {Fe^2^+ + [Fe(CN)6]^3^- -> Fe^3^+ +[Fe (CN)6]^4^-}}}
{\displaystyle {\ce {4 Fe^3^+ + 3[Fe(CN)6]^4^- -> Fe_4[Fe (CN)6]_3}}}
Die unbelichteten Teile bleiben wasserlöslich und können unter fließendem Wasser ausgewaschen werden. Durch Oxidation der verbleibenden Stoffe erhält die Cyanotypie die typische blaue Farbe.

## Kontrasterhöhung und Tonen

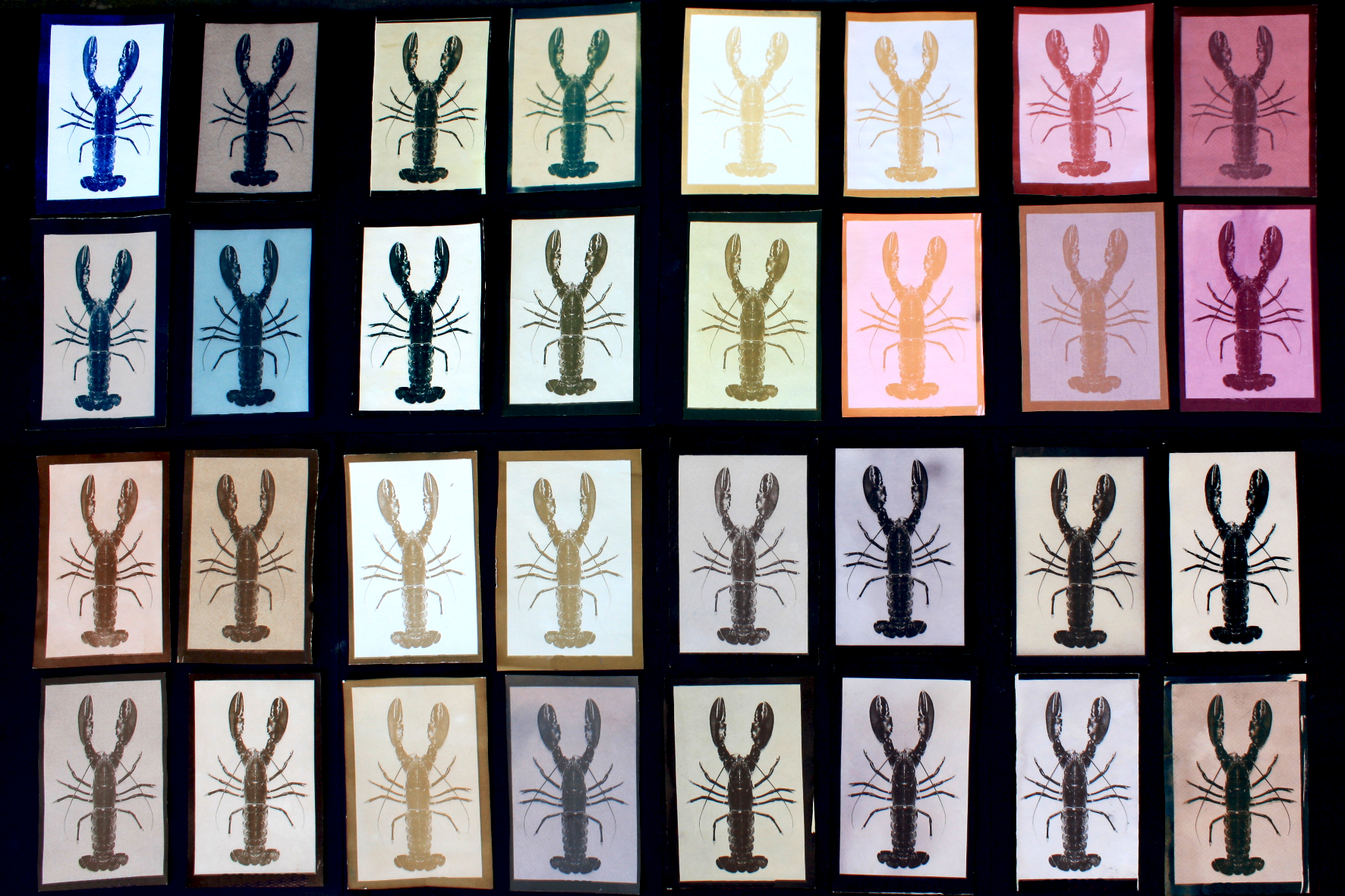
Die Cyanotypie wurde in verschiedensten pflanzlichen, tierischen und chemischen Lösungen gebadet. Zum Teil wurde sie vor dem Bad gebleicht.

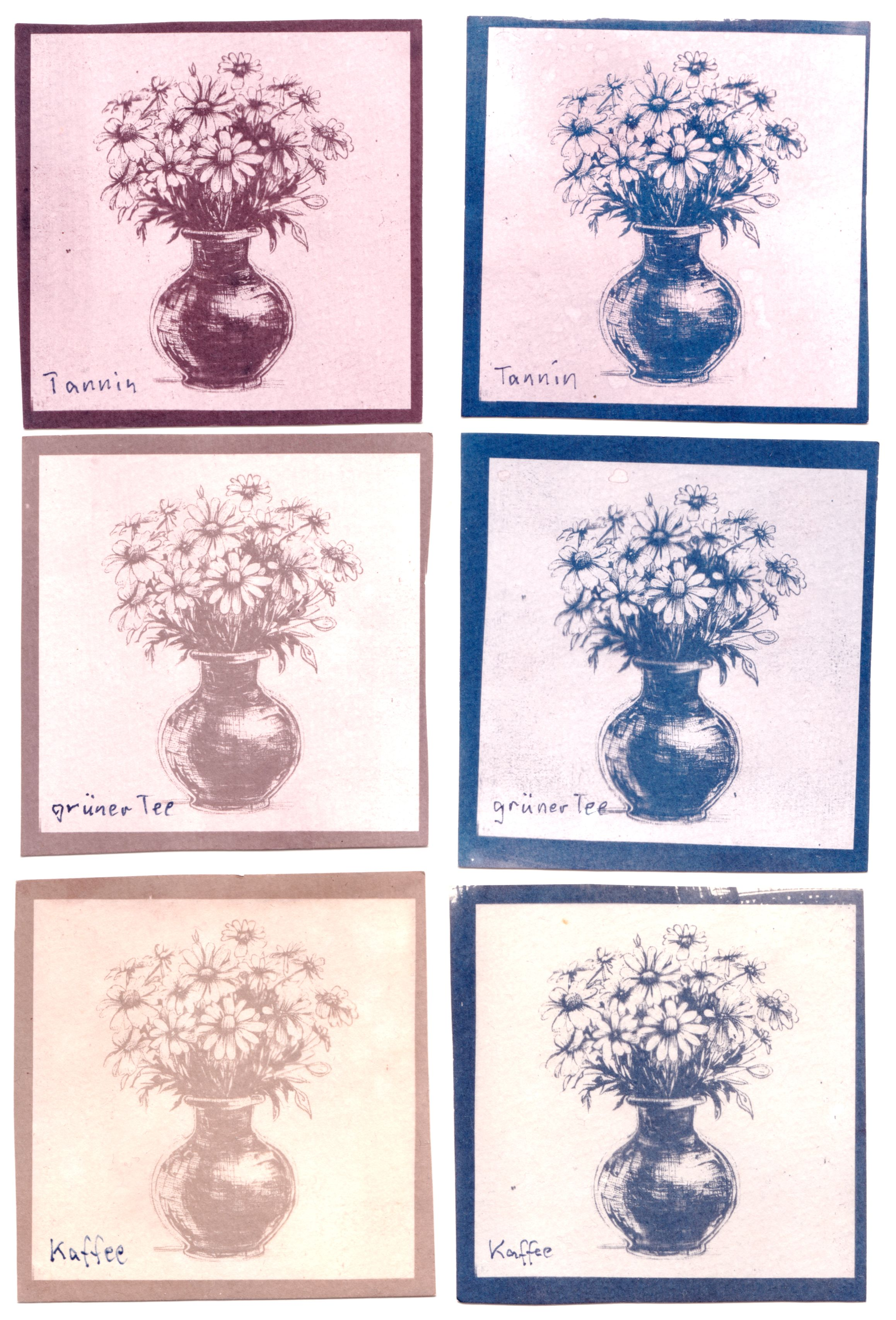
Cyanotypie – Testbild für Tonen mit Tannin, grünem Tee und Kaffee. Die Bilder links wurden vor dem Tonen mit Waschsoda gebleicht. Das Ausgangsbild mit den Blumen in der Vase wurde mit Image Creator erstellt.

Der Kontrast kann durch Baden in 0,3%iger Wasserstoffperoxidlösung oder 1%iger Kaliumdichromatlösung gesteigert werden. Baden in verdünntem Essig bzw. in verdünnte Zitronensäure ändert ebenfalls den Kontrast. Dabei wird der Kontrast erhöht und die Farben können intensiver werden. Allerdings sollte man vorsichtig mit der Zugabe von Säuren sein, da sich dabei giftige Gase entwickeln können.
Die Farbe lässt sich durch Baden zum Beispiel in Tannin, Oolong-Tee oder Pyrogallol verändern (tonen). Das Tonen der Cyanotypie kann aber auch mit Saflor, Galläpfeln, Krappwurzeln und anderen Stoffen erfolgen.
Kaliumkarbonatlösung (Waschsoda) und andere Mittel führen zum Bleichen, die blaue Farbe verschwindet, aber eine neue Färbung kann mit den Tonungsmitteln erreicht werden. Man kann auch abwechselnd tonen und bleichen.
Die entstehende Farbe hängt vom Tonungsmittel ab und davon, ob vor dem Tonen gebleicht wurde.

## Varianten

### Ursprüngliches einstufiges und zweistufiges Verfahren
Zweistufiges Verfahren, Beispiel mit rotem Blutlaugensalz
Beim ursprünglichen Verfahren 
 von Herschel bestand die lichtempfindliche Schicht auf dem Papier aus Kaliumhexacyanidoferrat(II) (gelbes Blutlaugensalz) und Ammoniumeisen(III)-citrat. Später wurde Kaliumhexacyanidoferrat(III) (rotes Blutlaugensalz) verwendet. Außerdem gab Herschel ein wenig Gummiarabicum in die Entwicklerlösung zu.
1. Erste Stufe: Beschichten des Papiers - Das Papier wird mit einer lichtempfindlichen Lösung aus Ammoniumeisen(III)-citrat beschichtet. Diese ist sehr hell, bräunlich oder gelb.
2. Belichtung: Blaues oder violettes Licht regt ein Elektron des negativ geladenen Citrat-Ions an, wodurch Eisen(III)-Ionen zu Eisen(II)-Ionen reduziert werden. Die Schicht wird dunkler, hellbraun bis braun, abhängig von der Lichtmenge.
3. Zweite Stufe: Entwicklung - Die Eisen(II)-Ionen reagieren mit Kaliumhexacyanidoferrat(II) (rotes Blutlaugensalz) in der Entwicklerlösung und bilden zunächst wasserunlösliches Berliner Weiss auf dem Fotopapier. Dieses wird dann durch Luftsauerstoff oder Wasserstoffperoxid in unlösliches Berliner Blau umgewandelt. Dieser Vorgang ist recht schnell.[9]

Einstufiges Mischverfahren, Beispiel
1. Lichtempfindliche Lösung (aus Ammoniumeisen (III)-Citrat und Kaliumhexacyanoferrat (III) und destilliertem Wasser)
2. Die Lösung wird auf Papier aufgetragen.
3. Nach der Belichtung wird mit Wasser oder verdünnter Wasserstoffperoxidlösung entwickelt.[10]

Vom britischen Chemiker Mike Ware stammen modernere Varianten der Cyanotypie.

### „Neuer Cyanotypie-Prozess“
Mike Ware verwendet in seinem neuen Cyanotypie-Prozess von 1995 Kaliumhexacyanidoferrat(III) und das lichtempfindlichere Ammoniumtrioxalatoferrat(III) anstatt des Ammoniumeisen(III)-citrats. Die beschriebene Mischung enthält jedoch kleine Mengen des krebserregenden Ammoniumdichromats. Das Ammoniumdichromat wird jedoch lediglich hinzugefügt, um die Haltbarkeit der angesetzten Cyanotypielösung von einigen Wochen auf mehrere Jahre zu erhöhen. Wird keine mehrjährige Haltbarkeit der Lösung benötigt, kann das Ammoniumdichromat ohne weiteres weggelassen werden.

### „Einfacher Cyanotypie-Prozess“
Dieser Prozess verzichtet auf das Ammoniumtrioxalatoferrat(III) und auf das Ammoniumdichromat. Stattdessen verwendet er Zitronensäure, Eisennitrat, Ammoniaklösung, Kaliumferricyanid, destilliertes Wasser und Tween 20™.
Dieses Verfahren ist einfacher, da es mit einfacher zu handhabenden Chemikalien arbeitet. Trotzdem sind auch hier Sicherheitsvorschriften zu beachten.

### Verwechslungen mit Diazotypie
Gelegentlich verwechselt wird die Cyanotypie mit der Diazotypie, die in Architekturbüros verwendet wurde und z. B. mit Ammoniakdämpfen statt Wasser entwickelt wird.

## Haltbarkeit
Cyanotypien sind normalerweise sehr lange (bis über hundert Jahre) haltbar.
Möglicherweise auftretende Probleme: 
- Sie können in UV-Licht verblassen. Das ist normalerweise reversibel durch Zufuhr von Sauerstoff (Baden in schwacher Wasserstoffperoxidlösung oder Aufbewahrung in einer Schachtel).
- Sie sind auch empfindlich gegen Alkalisalze.[14]

## Verwendungszwecke
Neben der Verwendung als Reproduktionstechnik für fotografische Vorlagen können – wie es Anna Atkins praktizierte – Gegenstände auf die beschichtete Oberfläche gelegt und auf diese Weise Fotogramme oder Kontaktkopien erzeugt werden. Wird die Cyanotypielösung unregelmäßig aufgetragen oder gespritzt, entstehen Chemigramme.